# Indische Amerikaner

Anteil der Indischen Amerikaner nach Bundesstaat (2010)

Indische Amerikaner (englisch: Indian Americans oder Indo-Americans) sind Einwohner der Vereinigten Staaten, welche in Indien geboren sind oder von Einwanderern aus Indien abstammen. Nach den Sinoamerikanern sind die indischen Amerikaner die größte Gruppe der Asiatischen Amerikaner und gehören zu den am schnellsten wachsenden ethnischen Gruppen des Landes. Mit knapp 4,5 Millionen Einwohnern (2019) machen indische Amerikaner 1,2 % der US-Bevölkerung aus. Inder leben in allen 50 Staaten des Landes. Ihr Anteil ist allerdings am höchsten in den großen Städten des Landes und in den an der Westküste und der Ostküste gelegenen Bundesstaaten.

## Geschichte
Die erste große Welle indischer Einwanderer kam im 19. Jahrhundert in die Vereinigten Staaten. Um 1900 lebten bereits mehr als zweitausend indische Sikhs in den Vereinigten Staaten, vor allem in Kalifornien. Diese kamen meistens als Arbeiter an die Westküste, um den Arbeitskräftemangel zu beheben, gemeinsam mit Chinesen. Zu Beginn des 20. Jahrhunderts schränkten eine Reihe von Gesetzen auf Bundes- und Landesebene die Einwanderung von Indern und die Rechte indischer Einwanderer in den USA ein. Während der gesamten 1910er Jahre setzten sich amerikanische einwanderungsfeindliche Organisationen für ein Ende der Einwanderung aus Indien ein, was 1917 in der Verabschiedung des Barred Zone Act und 1924 im Immigration Act gipfelte.
Erst der Immigration and Nationality Act von 1965 öffnete die Migration in das Land für Einwanderer aus nichtwestlichen Gebieten, was die demografische Zusammensetzung der USA erheblich veränderte. Nicht alle indischen Amerikaner kamen direkt aus Indien, viele Menschen indischer Ethnie wanderten auch aus Ostafrika und der Karibik ein. Von 1980 bis 2000 stieg die Anzahl indischer Amerikaner von ca. 400.000 auf 1,7 Millionen. Im 21. Jahrhundert beschleunigte sich die Einwanderung weiter, aufgrund des hohen Bedarfs an Fachkräften der IT-Industrie und anderer Wirtschaftssektoren. So gehen ein großer Teil der jährlich ausgestellten H-1B-Visa an Inder. Ein weiterer Grund für die steigende Zahl der Indischen Amerikaner ist die Bildungsmigration. Schätzungen von 2018 zufolge besuchen jedes Jahr über 500.000 indische Studenten höhere Bildungseinrichtungen in den Vereinigten Staaten.

## Profil
Die in den Vereinigten Staaten lebenden Inder geben die in Indien vorhandene linguistische, ethnische und religiöse Vielfalt wieder. Südinder und Angehörige höherer Kasten sind allerdings überrepräsentiert in der Indischen Bevölkerung der USA. Das Entstehen der Informationstechnologie-Industrie in indischen Städten wie Bangalore, Chennai und Hyderabad führte zu einer großen Zahl von Migranten in die USA, vor allem aus den südindischen Bundesstaaten Telangana, Andhra Pradesh, Tamil Nadu und Karnataka. Da indische Migranten oft hochqualifiziert sind, ist ihr Bildungsstand und Einkommenslevel überdurchschnittlich. Inder waren die 2019 mit einem mittleren Haushaltseinkommen von 146.705 US-Dollar sogar die wohlhabendste ethnische Gruppe der Vereinigten Staaten. Im Jahr 2019 waren indische Einwanderer seltener von Armut betroffen (5 Prozent) als Einwanderer insgesamt (14 Prozent) oder in den USA geborene Menschen (12 Prozent). Nach Angaben von Pew Research aus dem Jahr 2015 hatten von den indischen Amerikanern im Alter von 25 Jahren und älter 72 % einen Bachelor-Abschluss und 40 % einen Postgraduierten-Abschluss erworben, während von allen Amerikanern 19 % einen Bachelor-Abschluss und 11 % einen Postgraduierten-Abschluss erworben hatten.
Eine gemeinsame Studie der Duke University und der UC Berkeley ergab, dass indische Einwanderer zwischen 1995 und 2005 mehr Ingenieur- und Technologieunternehmen gegründet haben als Einwanderer aus dem Vereinigten Königreich, China, Taiwan und Japan zusammengenommen. Der Anteil der von indischen Einwanderern gegründeten Start-ups im Silicon Valley ist von 7 % im Jahr 1999 auf 15,5 % im Jahr 2006 gestiegen. Knapp ein Zehntel aller Ärzte in den Vereinigten Staaten sind indischer Abstammung. Indische Einwanderer sind auch zu Geschäftsführern bedeutender Unternehmen wie IBM, PepsiCo, Microsoft oder Alphabet Inc. aufgestiegen.

## Bekannte indische Amerikaner

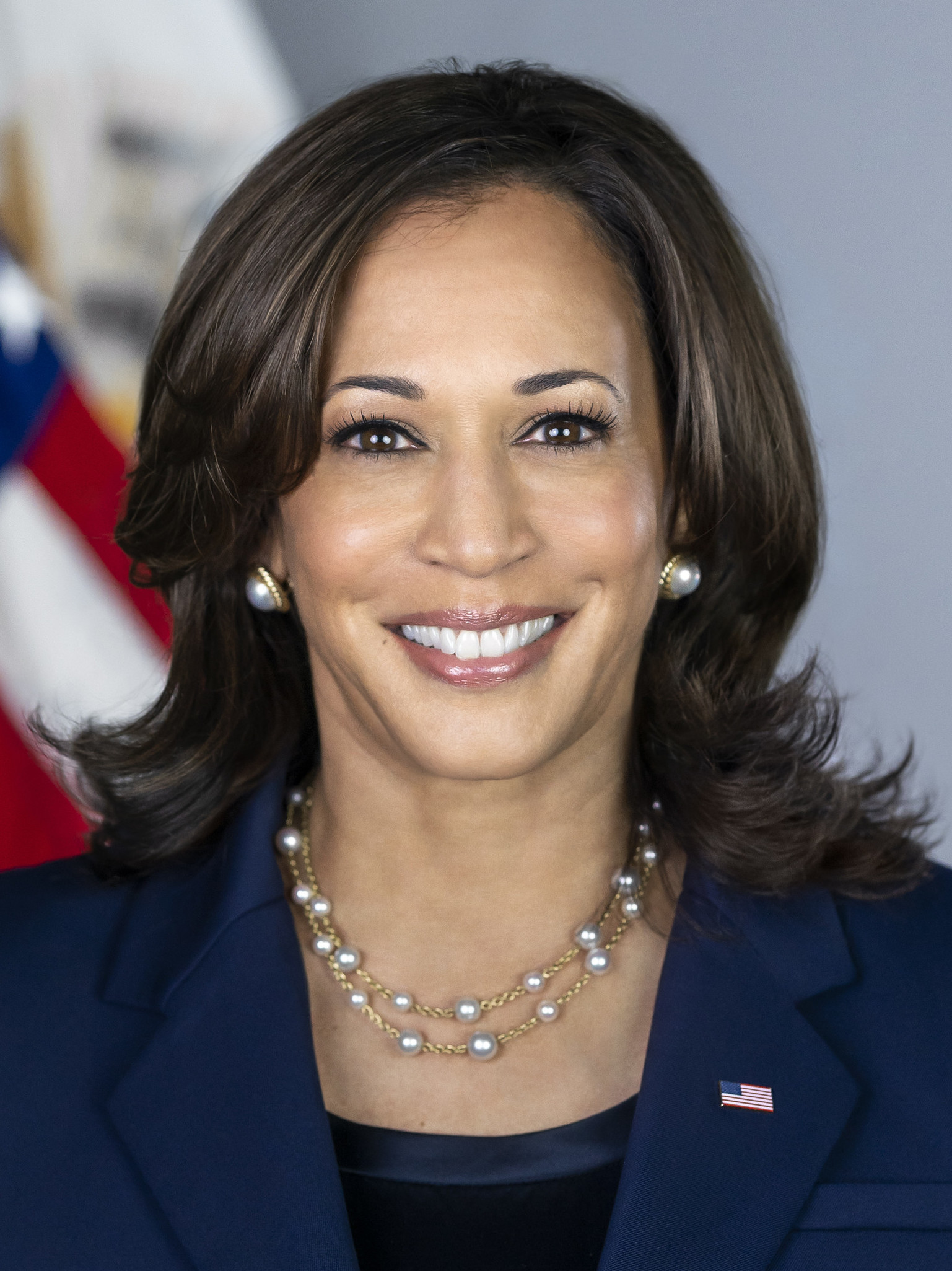
Kamala Harris

Auswahl bekannten Amerikaner indischer Abstammung:
- Aziz Ansari (* 1983), Komiker und Schauspieler
- Subrahmanyan Chandrasekhar (1910–1995), Physiker und Nobelpreisträger
- Indra Nooyi (* 1955), Unternehmerin und CEO von PepsiCo
- Abhijit Banerjee (* 1961), Wirtschaftswissenschaftler und Nobelpreisträger
- Kalpana Chawla (1962–2003), Astronautin
- Dinesh D’Souza (* 1961), politischen Kommentator und Dokumentarfilmer
- Nina Davuluri (* 1989), Miss America 2014
- Kamala Harris (* 1964), 49. Vizepräsidentin der Vereinigten Staaten
- Nikki Haley (* 1972), Politikerin
- Poorna Jagannathan (1972), Schauspielerin
- Bobby Jindal (* 1971), Politiker
- Mindy Kaling (1979), Autorin, Komödiantin und Schauspielerin
- Arvind Krishna (* 1962), Informatiker und CEO von IBM
- Hasan Minhaj (* 1985), Schauspieler und Komiker
- Satya Nadella (* 1967), Informatiker und CEO von Microsoft
- Shantanu Narayen (* 1963), Informatiker und CEO von Adobe Inc.
- Kash Patel (* 1980), FBI-Direktor
- Sundar Pichai (* 1972), Informatiker und CEO von Google
- Vivek Ramaswamy (* 1985), Unternehmer und Politiker
- M. Night Shyamalan (* 1970), Drehbuchautor und Regisseur
- Suhas Subramanyam (* 1982), Politiker
- Shri Thanedar (* 1955), Unternehmer und Politiker
- Usha Vance (* 1986), Rechtsanwältin und Second Lady
- Fareed Zakaria (* 1964), Autor und Journalist